# Les Adrets
Les Adrets település Franciaországban, Isère megyében. Lakosainak száma 1072 fő (2022. január 1.). Les Adrets Le Champ-près-Froges, Theys, Froges, Hurtières, Laval-en-Belledonne és Le Haut-Bréda községekkel határos.

## Népesség
A település népességének változása:
| Lakosok száma | 282  | 409  | 481  | 748  | 960  | 1004 | 1006 | 1044 | 1063 | 1072 |
|               | 1968 | 1982 | 1990 | 2006 | 2013 | 2015 | 2017 | 2019 | 2020 | 2022 |